# 高木正彦
高木 正彦（たかき まさひこ、1967年11月12日 - ）は、ゲームミュージックの作曲家。元タイトー所属、ZUNTATAのメンバー（3代目リーダー）。「Mar.」名義で知られる。

## 来歴
タイトー入社後、新人研修も兼ねて、『ダライアス』の楽曲データおよび効果音作成を手がけデビュー（作曲は小倉久佳）。1987年稼動の『ラスタンサーガ』が、作曲家としてのデビュー作となる。
1988年発売のアルバム『NINJA WARRIORS -G.S.M.TAITO 1-』において、高木が作曲した『フルスロットル』が収録され、ライナーノーツで「Mar.」名義を使いはじめる。
1989年に発表されたアーケードゲーム『ナイトストライカー』の楽曲を担当し、それが評判となりその名を広める。
1990年のゲームミュージックフェスティバルにおいて、ZUNTATA初のライブに参加、ギターを担当。以降もライブではギタリストとしてステージに立っている。
ZUNTATAの3代目リーダーも務めるなど、2009年頃まではタイトーに在籍していたが、後に退社。一時は表舞台から姿を消し、ZUNTATAのOB・OGが顔を揃える各種企画にも参加していなかった。その後、2016年4月28日開催の小倉久佳のトーク&DJイベント「ErRors!」にて、トークショーのゲストとしてひさびさに公の場に登場。以降はZUNTATAのトークイベントやライブに、ゲストとしてたびたび参加している。

## 人物
- 『ダライアス』の効果音作成では、ボスの巨大戦艦の爆発音は小倉に「この音にはストーリー性がない」と指摘され、現在の非常に長い爆発音に至ったと述懐している[1]。
- サウンドトラックのライナーノーツには、「Mar.文集」と題したポエムを掲載するのが常であった。
- 名字は「たかぎ」ではなく「たかき」と読む。しかし『フルスロットル』や『功里金団』などのスタッフロールで、たびたび「MASAHIKO TAKAGI」と誤植されている。

## 代表作
- ダライアス（楽曲データ作成、効果音）
- ラスタンサーガ
- フルスロットル
- コンチネンタルサーカス
- レイメイズ
- 功里金団
- スーパーマン (1988年のコンピュータゲーム)（英語版）
- ドンドコドン（効果音）
- バイオレンスファイト
- ナイトストライカー
- 苦胃頭捕物帳
- ウォーリアーブレード
- ガメラ2000
- サイキックフォースパズル大戦
- コスモウォーリアー零
- シンデレラマジック

など

## アルバム
ゲームのサウンドトラックは除く。
- GAME MUSIC II 黎明記 the VERY BEST OF Mar.